# Alpheus floridanus
Alpheus floridanus är en kräftdjursart som beskrevs av Kingsley 1878. Alpheus floridanus ingår i släktet Alpheus och familjen Alpheidae. Inga underarter finns listade i Catalogue of Life.